# 蜂須賀隆矩
蜂須賀 隆矩（はちすか たかのり、1642年1月19日（寛永18年12月19日） - 1695年1月28日（元禄7年12月14日））は、徳島藩の藩主一門。
2代藩主蜂須賀忠英の四男。母は高田勝左衛門正治の娘。正室は紀州藩士・松平宣助の娘お七。子に第5代藩主蜂須賀綱矩（長男）。幼名は雅楽。初名は興龍。鎮辰、隆矩と改名した。通称は采女、式部、蔵人。号は唯月。
寛永19年（1642年）9月、家老蜂須賀山城玄寅（池田由英）の養子となる。万治元年（1658年）、家督相続する。寛文7年（1667年）2月、仕置家老となる。延宝2年（1674年）3月、病のために仕置家老を辞任する。延宝4年（1676年）正月、再び仕置家老となり禄高5000石、蔵人と名を改める。延宝6年（1678年）4月、家老を辞任、池田家を離籍し公族（藩主一門）となる。同年、嫡男の龍之（蜂須賀綱矩）が4代藩主綱通の養子として藩主となる。元禄7年12月14日没。享年54。